# Freden i Vordingborg
Freden i Vordingborg var ett fredsfördrag som slöts 1435 och avslutade det krig om Slesvig som sedan 1410 hade förts mellan Kalmarunionen och Holstein. Greve Adolf VIII av Holstein (1401-1459), som var hertig av Slesvig sedan 1427, fick behålla området under sin livstid och hans arvingar fick rätt att besitta området i ytterligare två år efter hans död.